# کیراکیرا
کیراکیرا (به لاتین: Kirakira) یک زیستگاه انسانی در جزایر سلیمان است که در استان ماکیرا-اولاوا واقع شده‌است.

## خصوصیات
کیراکیرا  ۲٬۴۶۱ نفر جمعیت دارد و ۱۵۲ متر بالاتر از سطح دریا واقع شده‌است.